# Philadelphia 76ers 1972-1973
La stagione 1972-73 dei Philadelphia 76ers fu la 24ª nella NBA per la franchigia.
I Philadelphia 76ers arrivarono quarti nella Atlantic Division della Eastern Conference con un record di 9-73, non qualificandosi per i play-off.

## Roster
| N° | Naz.                   | Ruolo | Sportivo         | Anno | Alt. | Peso |
| -- | ---------------------- | ----- | ---------------- | ---- | ---- | ---- |
|    | Stati Uniti (bandiera) | A     | Don May          | 1946 | 193  | 91   |
| 3  | Stati Uniti (bandiera) | GA    | Fred Carter      | 1945 | 191  | 84   |
| 5  | Stati Uniti (bandiera) | GA    | Tom Van Arsdale  | 1943 | 196  | 92   |
| 14 | Stati Uniti (bandiera) | AC    | LeRoy Ellis      | 1940 | 208  | 95   |
| 15 | Stati Uniti (bandiera) | GA    | Hal Greer        | 1936 | 188  | 79   |
| 18 | Stati Uniti (bandiera) | G     | Freddie Boyd     | 1950 | 188  | 82   |
| 20 | Stati Uniti (bandiera) | C     | Dennis Awtrey    | 1948 | 208  | 107  |
| 22 | Stati Uniti (bandiera) | G     | Kevin Loughery   | 1940 | 191  | 86   |
| 23 | Stati Uniti (bandiera) | AC    | Bill Bridges     | 1939 | 198  | 103  |
| 25 | Stati Uniti (bandiera) | A     | Luther Green     | 1946 | 201  | 86   |
| 26 | Stati Uniti (bandiera) | AC    | Manny Leaks      | 1945 | 203  | 102  |
| 31 | Stati Uniti (bandiera) | AC    | Mel Counts       | 1941 | 213  | 104  |
| 31 | Stati Uniti (bandiera) | A     | John Trapp       | 1945 | 201  | 95   |
| 34 | Stati Uniti (bandiera) | AC    | John Block       | 1944 | 206  | 94   |
| 35 | Stati Uniti (bandiera) | A     | Dave Sorenson    | 1948 | 203  | 102  |
| 36 | Stati Uniti (bandiera) | G     | Mike Price       | 1948 | 191  | 91   |
| 42 | Stati Uniti (bandiera) | G     | Jeff Halliburton | 1949 | 196  | 88   |
| 45 | Stati Uniti (bandiera) | AC    | Bob Rule         | 1944 | 206  | 100  |
| 54 | Stati Uniti (bandiera) | C     | Dale Schlueter   | 1945 | 208  | 102  |

## Staff tecnico
- Allenatori: Roy Rubin (4-47) (fino al 23 gennaio)[1], Kevin Loughery (5-26)
- Vice-allenatore: Paul Lizzo
- Preparatore atletico: Al Domenico